# Rishi Sunak
Rishi Sunak (Southampton, 12 mei 1980) is een Britse politicus voor de Conservative Party. Hij was van 25 oktober 2022 tot 5 juli 2024 premier van het Verenigd Koninkrijk en leider van het kabinet-Sunak. 
Hij is sinds 2015 lid van het Lagerhuis voor het kiesdistrict Richmond (North Yorkshire).  Van 13 februari 2020 tot 5 juli 2022 was hij Chancellor of the Exchequer (minister van Financiën) in het kabinet-Johnson II. 
Nadat Johnson in juli 2022 zijn aftreden had aangekondigd, deed Sunak een vergeefse poging om partijleider te worden. Hij deed een nieuwe poging na het aftreden van Liz Truss in oktober 2022. Deze keer was hij wel succesvol en werd hij van 25 oktober 2022 tot en met 5 juli 2024 de eerste Britse premier van Indiase afkomst. 
Een dag na de voor de Conservatieven slecht verlopen Lagerhuisverkiezingen van 4 juli 2024 trad Sunak af als premier. Hij werd op 2 november 2024 als partijleider opgevolgd door Kemi Badenoch.

## Biografie
Sunak is van Indiase afkomst en stamt uit een Punjabi-familie. Zijn ouders zijn oorspronkelijk afkomstig uit Kenia en Tanzania. Zijn grootouders kwamen uit Brits-Indië. Zijn vader was arts en zijn moeder apotheker. Hij volgde middelbaar onderwijs aan Winchester College, een van de oudste kostscholen in Engeland, en studeerde filosofie, politiek en economie aan de Universiteit van Oxford. Vervolgens behaalde hij een MBA aan Stanford University als Fulbright-student. Na zijn afstuderen werkte hij voor zakenbank Goldman Sachs en later als partner bij het hedgefonds-managementbedrijf The Children's Investment Fund Management. Sunak is sinds 2009 getrouwd met Akshata Murthy, een dochter van de Indiase miljardair N.R. Narayana Murthy, de mede-oprichter van Infosys. Het paar heeft twee dochters.

## Politieke loopbaan
Sunak werd bij de algemene verkiezingen van 2015 gekozen tot parlementslid voor het kiesdistrict Richmond (North Yorkshire). Bij de verkiezingen in 2017 en 2019 werd hij herkozen. Bij de campagne rond het referendum in het Verenigd Koninkrijk over het lidmaatschap van de Europese Unie was hij voor een vertrek uit de EU. Hij stemde voor de Brexit-overeenkomst van premier Theresa May en tegen een referendum over de uittredingsovereenkomst.
Van januari 2018 tot juli 2019 was hij onder-staatssecretaris in het ministerie van Huisvesting, Gemeenschappen en Lokaal Bestuur in het kabinet-May II. Nadat May op 24 juli 2019 als premier was opgevolgd door Boris Johnson, werd Sunak Chief Secretary to the Treasury, een post vergelijkbaar met staatssecretaris bij het ministerie van Financiën. Ook werd hij lid van de Privy Council, een hoog adviescollege. Tijdens de verkiezingscampagne in 2019 vertegenwoordigde Sunak de conservatieven in twee televisiedebatten.

#### Chancellor of the Exchequer
Toen Sajid Javid op 13 februari 2020 onverwacht ontslag nam als Chancellor of the Exchequer (minister van Financiën) werd Sunak benoemd als zijn opvolger. Daarmee werd hij de politicus die in zijn loopbaan het snelst een van de vier Britse great offices of state (de hoogste politieke functies) heeft bereikt. 
Als minister van Financiën speelde Sunak een belangrijke rol bij het bepalen van het antwoord van de regering op de economische gevolgen van de COVID-19-pandemie, zoals het initiatief om werkgevers een deel van de loonkosten te vergoeden. Hij kreeg als eerste Britse minister van Financiën tijdens zijn ambtstermijn een geldboete opgelegd wegens een wetsovertreding; hij had zich tijdens een lockdown niet aan de COVID-regels gehouden door een feestelijke bijeenkomst in Downing Street bij te wonen.
Tijdens de COVID-19-pandemie was Sunak populair onder de kiezers vanwege de steunmaatregelen die hij had ingevoerd. Die populariteit daalde toen hij maatregelen afkondigde om het overheidstekort terug te dringen, zoals een verhoging van de sociale premies en de vennootschapsbelasting.

#### Leiderschapsverkiezingen
Hij nam op 5 juli 2022 ontslag als minister van Financiën omdat hij zich niet kon verenigen met het beleid van premier Johnson. Toen Johnson enkele dagen later zijn eigen aftreden aankondigde, stelde Sunak zich kandidaat om hem op te volgen. Hij bereikte op 20 juli 2022 met Liz Truss de laatste ronde van de leiderschapsverkiezingen. In debatten was hij zeer kritisch over Truss' plannen voor belastingverlaging en verhoging van de overheidsschuld als middel om de economie te stimuleren. Hij voorspelde - naar later bleek terecht - dat de financiële markten negatief op zulke maatregelen zouden reageren.
Sunak had de meeste steun onder de parlementariërs in de Conservatieve fractie van het Lagerhuis: hij kreeg 137 stemmen tegen 113 voor Truss. Uiteindelijk bepaalden de gewone leden van de Conservatieve Partij in een schriftelijke stemming wie van beiden de nieuwe partijleider zou worden. Op 5 september 2022 bleek dat zij de voorkeur gaven aan Truss; zij kreeg 58 procent van de uitgebrachte stemmen. Als premier gaf zij Sunak geen ministerspost in haar kabinet.

### Premier
Toen Truss op 20 oktober 2022 haar aftreden bekendmaakte, stelde Sunak zich drie dagen later weer kandidaat voor het partijleiderschap, in een procedure waarin een kandidaat zich gesteund moest weten van ten minste honderd leden van het Britse Lagerhuis. Hij nam het op tegen Penny Mordaunt en Boris Johnson, die elk voortijdig hun voorgenomen kandidatuur introkken. Daarmee was Sunak op 24 oktober 2022 de enige met voldoende steun en werd hij direct uitgeroepen tot partijleider van de Conservative Party. Een dag later, op 25 oktober 2022, werd Sunak door koning Charles III gevraagd een regering te vormen en werd hij benoemd tot premier van het Verenigd Koninkrijk. Hij is de eerste persoon van Aziatische afkomst en de eerste hindoe die de functies van partijleider en premier van het Verenigd Koninkrijk bekleedt. Hij stelde een kabinet samen waarin diverse ministers uit de kabinetten van Johnson en Truss terugkeerden, zoals Dominic Raab als minister van Justitie en vicepremier, Jeremy Hunt op Financiën, James Cleverly op Buitenlandse Zaken, Ben Wallace op Defensie en Suella Braverman op Binnenlandse Zaken. De benoeming van Braverman baarde opzien, omdat zij zes dagen tevoren ontslag had genomen wegens het gebruik van een privé-e-mailadres voor regeringsdoeleinden.

#### Beleid
Tijdens zijn premierschap probeerde Sunak de economie te verbeteren en de nationale politiek te stabiliseren. Hij stelde vijf topprioriteiten vast voor zijn regering: de inflatie halveren, de economie laten groeien, de schulden terugdringen, de wachtlijsten bij de NHS terugdringen en illegale immigranten belemmeren Het Kanaal over te steken. Het lukte hem niet om op al deze punten veel voortgang te bereiken.
Op het gebied van buitenlands beleid gaf Sunak toestemming voor hulp en wapentransporten naar Oekraïne als reactie op de Russische invasie van het land. Hij zegde steun toe aan Israël na de aanvallen van 7 oktober waarmee de oorlog tussen Israël en Hamas begon. Na de Israëlische bombardementen op de Gazastrook riep hij op tot een staakt-het-vuren. Hij kon niet voorkomen dat de Conservatieven steeds minder populair werden. Dit kwam ook tot uiting in de slechte prestaties van de partij bij de lokale verkiezingen van 2023 en 2024. 
In februari 2023 bereikte Sunak voor het Verenigd Koninkrijk een overeenkomst met de Europese Unie over de doorvoer van producten naar en door Noord-Ierland. Door het uitblijven van een akkoord was een gespannen situatie ontstaan tussen Ierland, Noord-Ierland en de overige delen van het Verenigd Koninkrijk. De overeenkomst (het Windsor Framework) werd gezien als de belangrijkste doorbraak in de verhouding tussen de Europese Unie en het Verenigd Koninkrijk sinds het Brexitakkoord. Sunak kreeg veel krediet voor dit akkoord.

### Verkiezingen en aftreden
Sunak moest uiterlijk in januari 2025 algemene verkiezingen uitschrijven, maar had de vrijheid om dit eerder te doen. Omdat de Conservatieven in de eerste maanden van 2024 in de opiniepeilingen achter lagen op Labour, was de verwachting dat hij de verkiezingen in de herfst zou laten plaatsvinden. Op 22 mei 2024 maakte hij echter bekend dat er op 4 juli verkiezingen zouden worden gehouden. Die aankondiging kwam voor veel Conservatieve Lagerhuisleden als een verrassing, en leidde tot onbegrip en kritiek.
Steun voor de Conservatieven kalfde in de loop van de campagne verder af. Het Britse publiek reageerde negatief toen Sunak bij de herdenking van D-day in Normandië al voor het eind van de plechtigheden vertrok om in Londen een tv-interview te geven. Ook kwam aan het licht dat personen uit kringen rondom Sunak - mogelijk op basis van voorkennis - bij bookmakers hadden gewed dat de verkiezingen op 4 juli zouden plaatsvinden.
De Conservatieven verloren bij de Lagerhuisverkiezingen van 4 juli 2024 244 zetels. Op 5 juli trad Sunak af als premier en werd opgevolgd door Keir Starmer (Labour). Sunak kondigde aan af te zullen treden als leider van de Conservative Party, zodra er een opvolger was benoemd.
Op 2 november 2024 werd hij opgevolgd door Kemi Badenoch als leider van de Conservative Party.

## Politieke standpunten
Sunak was tijdens het referendum over het Britse lidmaatschap van de EU voor een Brexit. Hij beschrijft zichzelf als 'fiscaal behoudend': hij is voor een kleine overheid en lage belastingen. Hij is tegen immigratie. Hij wordt echter ook gezien als pragmatisch. Hoewel zijn standpunten traditioneel gezien worden als rechts, is hij niet populair bij de rechterflank van de Conservatieve Partij.